# Giochi asiatici indoor
I Giochi asiatici indoor (in inglese Asian Indoor Games) erano una manifestazione multisportiva che si teneva tra gli atleti dei paesi asiatici ogni due anni. I giochi erano regolati dal Consiglio Olimpico d'Asia. La prima edizione si è tenuta nel 2005 a Bangkok, Thailandia. A partire dal 2013 la manifestazione ha incluso pure le arti marziali assumendo il nuovo formato dei Giochi asiatici indoor e di arti marziali.
I giochi erano composti da sport televisivamente appetibili e non inclusi nei Giochi asiatici e nei Giochi asiatici invernali, comunque non erano sport olimpici a tutti gli effetti. Il programma comprendendeva giochi elettronici, sport estremi, acrobatici, atletica indoor, danze sportive, calcio a 5, hockey in linea, e nuoto in vasca corta.

## Edizioni
| Anno | Edizione                            | Sede                  | Sede                  |
| 2005 | I Giochi asiatici indoor            | Thailandia (bandiera) | Thailandia (bandiera) |
| 2005 | I Giochi asiatici indoor            | Bangkok               | Thailandia            |
| 2007 | II Giochi asiatici indoor           | Macao (bandiera)      | Macao (bandiera)      |
| 2007 | II Giochi asiatici indoor           | Macao                 | Macao                 |
| 2009 | III Giochi asiatici indoor          | Vietnam (bandiera)    | Vietnam (bandiera)    |
| 2009 | III Giochi asiatici indoor          | Hanoi                 | Vietnam               |
| ---- | ----------------------------------- | --------------------- | --------------------- |
| 2011 | IV Giochi asiatici indoor Annullati | Qatar (bandiera)      | Qatar (bandiera)      |
| 2011 | IV Giochi asiatici indoor Annullati | Doha                  | Qatar                 |

## Medagliere generale
| Pos. | Nazione             | Oro | Argento | Bronzo | Totale |
| ---- | ------------------- | --- | ------- | ------ | ------ |
| 1    | Cina                | 76  | 45      | 38     | 159    |
| 2    | Thailandia          | 38  | 49      | 56     | 143    |
| 3    | Kazakistan          | 32  | 35      | 19     | 86     |
| 4    | Hong Kong           | 27  | 18      | 16     | 61     |
| 5    | India               | 16  | 12      | 18     | 46     |
| 6    | Corea del Sud       | 15  | 21      | 23     | 59     |
| 7    | Giappone            | 14  | 9       | 17     | 40     |
| 8    | Taipei cinese       | 10  | 6       | 9      | 25     |
| 9    | Uzbekistan          | 8   | 9       | 11     | 28     |
| 10   | Iran                | 7   | 9       | 11     | 27     |
| 11   | Macao               | 6   | 11      | 10     | 27     |
| 12   | Qatar               | 6   | 5       | 3      | 14     |
| 13   | Indonesia           | 3   | 1       | 6      | 10     |
| 14   | Arabia Saudita      | 3   | 1       | 0      | 4      |
| 15   | Vietnam             | 2   | 6       | 12     | 20     |
| 16   | Filippine           | 2   | 2       | 5      | 9      |
| 17   | Emirati Arabi Uniti | 2   | 0       | 1      | 3      |
| 18   | Singapore           | 1   | 8       | 9      | 18     |
| 19   | Kuwait              | 1   | 5       | 5      | 11     |
| 20   | Malaysia            | 1   | 3       | 6      | 10     |
| 21   | Giordania           | 1   | 1       | 6      | 8      |
| 22   | Laos                | 0   | 5       | 5      | 10     |
| 23   | Iraq                | 0   | 3       | 4      | 7      |
| 24   | Pakistan            | 0   | 2       | 1      | 3      |
| 25   | Birmania            | 0   | 2       | 0      | 2      |
| 25   | Sri Lanka           | 0   | 2       | 0      | 2      |
| 27   | Mongolia            | 0   | 1       | 4      | 5      |
| 28   | Kirghizistan        | 0   | 1       | 1      | 2      |
| 29   | Siria               | 0   | 1       | 0      | 1      |
| 30   | Corea del Nord      | 0   | 0       | 2      | 2      |
| 30   | Libano              | 0   | 0       | 2      | 2      |
| 32   | Bangladesh          | 0   | 0       | 1      | 1      |
| 32   | Oman                | 0   | 0       | 1      | 1      |

## Sport
| Sport                       | Sport                  | 05  | 07  | 09  |
| --------------------------- | ---------------------- | --- | --- | --- |
| Ginnastica aerobica         | Ginnastica aerobica    | 4   | 4   | 4   |
| Bowling                     | Bowling                |     | 6   | X   |
| Sport scacchistici          | Scacchi                |     | 9   | X   |
| Sport scacchistici          | Xiangqi                |     | 4   | X   |
| Biliardo                    | Biliardo               |     | 8   | X   |
| Danza sportiva              | Danza sportiva         | 12  | 12  | X   |
| Danza del drago e del leone | Dragon dance           |     | 2   | X   |
| Danza del drago e del leone | Northern lion          |     | 2   | X   |
| Danza del drago e del leone | Southern lion          |     | 2   | X   |
| Giochi elettronici          | Giochi elettronici     |     | 3   | X   |
| Sport estremi               | BMX freestyle          | 3   | 5   |     |
| Sport estremi               | Pattinaggio in linea   | 3   | 4   |     |
| Sport estremi               | Skateboard             | 2   | 2   |     |
| Sport estremi               | Arrampicata            | 4   | 4   |     |
| Nuoto pinnato               | Nuoto pinnato          |     | 8   | X   |
| Calcio a 5                  | Calcio a 5             | 2   | 2   | 2   |
| Hoop sepaktakraw            | Hoop sepaktakraw       | 2   | 2   | X   |
| Tiro con l'arco             | Tiro con l'arco        |     |     | X   |
| Atletica leggera            | Atletica leggera       | 26  | 26  | X   |
| Ciclismo su pista           | Ciclismo su pista      | 5   | 5   | X   |
| Hockey su prato indoor      | Hockey su prato indoor |     | 1   |     |
| Indoor petanque             | Indoor petanque        |     |     | X   |
| Kabaddi                     | Kabaddi                |     | 1   | X   |
| Pencak silat                | Pencak silat           |     |     | X   |
| Kurash                      | Kurash                 |     |     | 10  |
| Muay                        | Muay                   | 17  | 9   | 9   |
| Pencak silat                | Pencak silat           |     |     | X   |
| Nuoto in vasca corta        | Nuoto in vasca corta   | 40  | 30  | X   |
| Jianzi                      | Jianzi                 |     |     | X   |
| Vovinam viet vo dao         | Vovinam viet vo dao    |     |     | X   |
| Eventi totali               | Eventi totali          | 120 | 151 | 226 |